# خيسوس فارغاس
خيسوس فارغاس (بالإسبانية: Jesús Vargas)‏ هو لاعب كرة قدم فنزويلي، ولد في 26 أغسطس 1999 في ماردة في فنزويلا. لعب مع جيمناسيا لابلاتا.

## وصلات خارجية
- خيسوس فارغاس على موقع قاعدة بيانات كرة القدم.إي يو (الإنجليزية)
- خيسوس فارغاس على موقع Soccerway.com (الإنجليزية)